# 59001 Senftenberg
59001 Senftenberg è un asteroide della fascia principale. Scoperto nel 1998, presenta un'orbita caratterizzata da un semiasse maggiore pari a 2,5784149 UA e da un'eccentricità di 0,2207504, inclinata di 8,58468° rispetto all'eclittica.